# Donja Suvaja (Bosanska Krupa)
Donja Suvaja es un pueblo de la municipalidad de Bosanska Krupa, en el cantón de Una-Sana, Bosnia y Herzegovina.

## Superficie
Posee una superficie de 11,25 kilómetros cuadrados.

## Demografía
Hasta 2013 la población era de 56 habitantes, con una densidad de población de 5,0 habitantes por kilómetro cuadrado.